# Józef Brama
Józef Franciszek Brama (ur. 1949) – polski działacz związkowy i inżynier rolnik, w latach 1990–1991 podsekretarz stanu w Ministerstwie Rolnictwa i Gospodarki Żywnościowej.

## Życiorys
Pochodzi z gminy Halinów, w 1975 wyróżniony tytułem Wzorowego młodego rolnika. Działał w Niezależnym Samorządnym Związku Zawodowym Rolników Indywidualnych „Solidarność”, uczestniczył m.in. w audiencji u kardynała Stefana Wyszyńskiego w lutym 1981. Od 16 listopada 1990 do 16 stycznia 1991 pełnił funkcję podsekretarza stanu w Ministerstwie Rolnictwa i Gospodarki Żywnościowej (jako reprezentant rolniczej „Solidarności”).